# Biserica „Sfântul Atanasie” din Cișmichioi
Biserica „Sf. Atanasie” este o biserică amplasată în Cișmichioi, Găgăuzia, Republica Moldova. Este un monument arhitectural de importanță națională inclus în Registrul monumentelor Republicii Moldova ocrotite de stat cu nr. 389 (raionul Vulcănești). Datează din 1866.